# Raoul Van Overstraeten
Raoul Van Overstraeten (* 29. Januar 1885 in Ath; † 30. Januar 1977 in Brüssel) war ein belgischer General.

## Leben und Karriere
Van Overstraeten war der Sohn eines Flamen und einer Wallonin. Sein Vater war Infanterieoffizier und beendete seine Karriere als General. Neben Französisch und Niederländisch beherrschte Van Overstraeten auch die englische und die deutsche Sprache.
1902 bestand er die Aufnahmeprüfung an der königlichen Militärakademie in Brüssel. Er wurde Artillerieoffizier und trat den Pferdebatterien bei. Sein Studium setzte er an dem Koninklijk Hoger Instituut voor Defensie (Königliches Höheres Institut für Verteidigung) fort.
Während des Ersten Weltkrieges nahm Raoul Van Overstraeten an dem Gefecht bei Halen, der Belagerung von Antwerpen und dem Wettlauf zum Meer teil. 1916 beteiligte er sich an der Schlacht um Tabora in Deutsch-Ostafrika (heute Tansania). Nach dem Ende des Krieges lehrte er an der königlichen Militärakademie in Brüssel. Zwischen 1938 und 1940 war er Militärberater des belgischen Königs Leopold III. Eine Position als Stabschef lehnte er ab.
Nach dem deutschen Überfall auf Belgien 1940 blieb er im Land und wurde nicht inhaftiert. Er organisierte das Treffen zwischen Leopold III. und dem deutschen Diktator Adolf Hitler, das am 19. November 1940 in Berchtesgaden stattfand.
1944 wurde Van Overstraeten, von den Alliierten misstraut, für eine führende Rolle in der belgischen Armee übergangen. Zwei Jahre später ging er in Rente und schrieb anschließend vier Bücher.